# Hubert Dolez
Pour les articles homonymes, voir Famille Dolez.
Hubert Joseph Dolez est un jurisconsulte et homme d'État belge, né à Mons dans le département de Jemmapes le 16 mars 1808 et mort le 17 mars 1880 à Bruxelles. 

## Biographie
Hubert Dolez est le fils de l'avocat et jurisconsulte Jean-François-Joseph Dolez (1764-1834), aîné, bâtonnier du barreau de Mons, et de Marie-Adrienne-Joséphine Moreau. Il est le frère de François Dolez, avocat, sénateur et bourgmestre de Mons.
Il est l'époux de Rosalie Legrand, fille d'Alexandre Legrand-Gossart.
Après sa scolarité au collège de Mons, il suit des études de philosophie et de droit à l'université de Liège. Il obtient son doctorat en droit en 1829.

### Carrière au barreau
Hubert Dolez, après avoir été avocat à Mons de 1829 à 1836, est nommé par arrêté royal du 25 février 1836 avocat à la Cour de Cassation en remplacement de François-Joseph Redemans (1794-1836).
Il est bâtonnier du barreau de cassation de 1852 à 1880.
Il compte parmi ses stagiaires Auguste Beernaert et Louis Leclercq.
Il figure avec Auguste van Dievoet et Auguste Orts parmi les plus brillants avocats en Cassation de son temps. Pierre Sanfourche-Laporte, bâtonnier de 1836 à 1852, et Hubert Dolez, bâtonnier dominent le barreau de Cassation. Après la mort du nouveau bâtonnier Orts, en 1880, une nouvelle tradition s’installe.

### Carrière politique

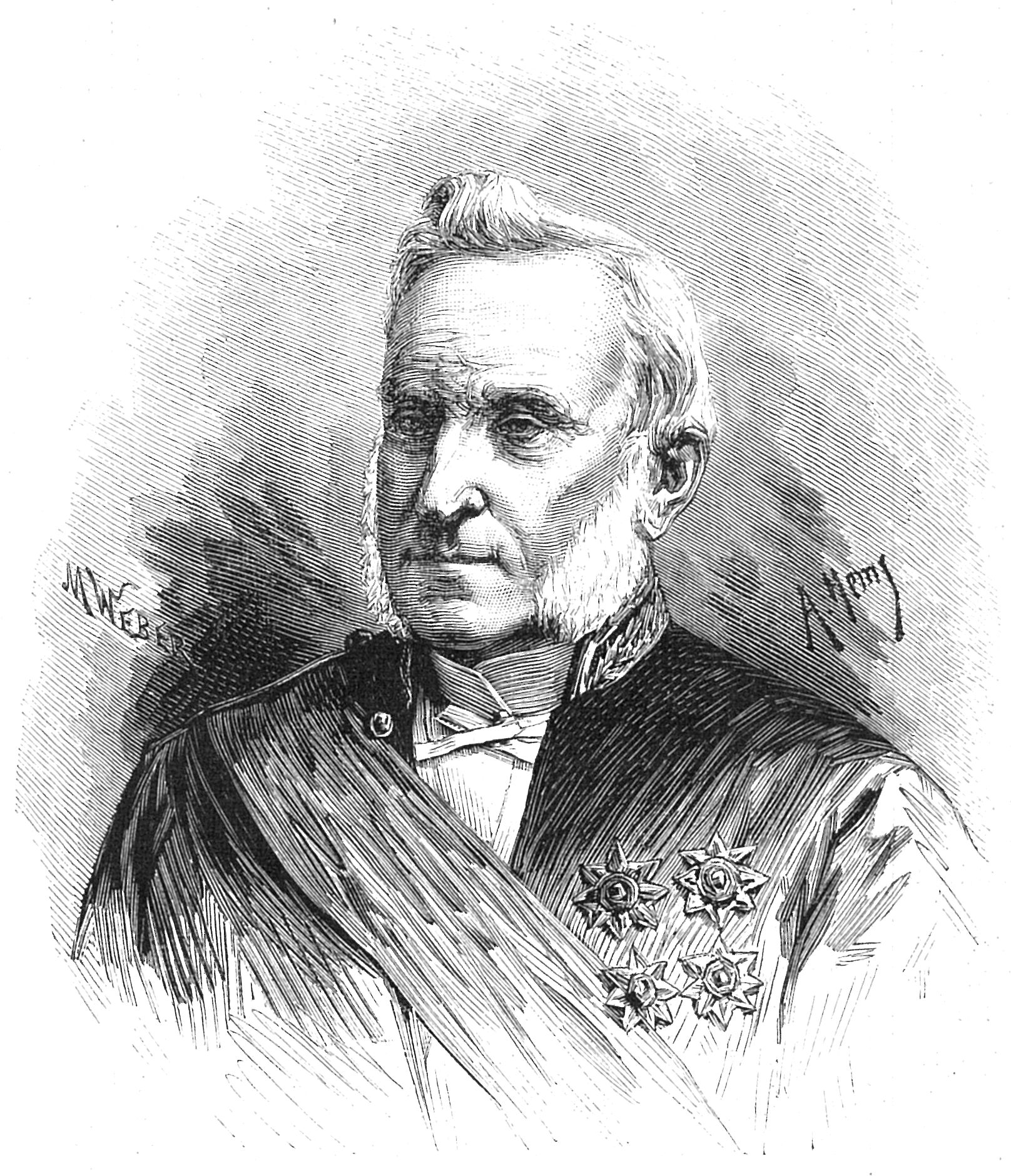
Hubert Dolez

Appartenant au parti libéral il est député de 1836 à 1852 et de 1857 à 1870.
Il est président de la Chambre des Députés de 1866 à 1870 et sénateur de 1870 à 1880.
Il est nommé ministre d'État en 1875.

## Postérité
Son fils Hubert Dolez (1833-1898), ministre plénipotentiaire et gouverneur du Brabant, épouse Alice Bruneau, qui lui donne une fille Alice Dolez, puis Alice de Castonier. C'est en l'honneur de ces deux Alice, qu'est fondée à Uccle l'Institut des deux Alice, clinique qui fusionne avec la Clinique Sainte-Élisabeth et disparut en 2012.